# モバチェメール
モバチェメールとは、かつてNTTドコモがiモード利用者向けに提供していたオンライン商品券贈答サービスの名称である。

## 概要
2003年12月に開始された、モバイラーズチェックをiモードのネットワーク（iモードメール）を通して贈答するサービス。通常は、送り手側が、1000円・3000円・5000円・10000円からいずれかをクレジットカードの利用（送り手の携帯電話契約の支払方法とは連動しないため、他のクレジットカードの利用も可能）により、オンラインで購入し、その金額分を相手に送る形を取る。また、一般のカード型ないしはシート型モバイラーズチェックの番号をモバチェメールに登録して相手に送ることも可能である。
なお、送り手・受け手ともFOMA契約かつiモード契約があり、送り手側にクレジットカードがない場合などは、送り手側に手数料が発生するが、ドコモ ケータイ送金での代用も可能である。このため、サービスの重複となることから2010年3月末日付けで廃止された。

## 歴史
- 2003年12月 - サービス開始
- 2010年3月 - サービス終了

## 手数料
送り手・受取人とも無料。